# Kaliumpyrosulfat
Kaliumpyrosulfat är ett salt av kalium och pyrosvavelsyra med formeln K2S2O7.

## Framställning
Kaliumpyrosulfat framställs enklast genom att värma upp kaliumbisulfat (KHSO4) tills vattenånga avdunstar.
{\displaystyle {\rm {2\ KHSO_{4}\rightarrow K_{2}S_{2}O_{7}+H_{2}O\!\uparrow }}}

## Egenskaper
Om kaliumpyrosulfat värms upp > 600 °C sönderfaller det till kaliumsulfat (K2SO4) och svaveltrioxid (SO3).
{\displaystyle {\rm {K_{2}S_{2}O_{7}\rightarrow K_{2}SO_{4}+SO_{3}}}}
Vid kontakt med vatten hydrolyseras kaliumpyrosulfat till kaliumsulfat och svavelsyra (H2SO4).
{\displaystyle {\rm {K_{2}S_{2}O_{7}+H_{2}O\rightarrow K_{2}SO_{4}+H_{2}SO_{4}}}}